# Kiniatiliops bilineatus
Kiniatiliops bilineatus là một loài ruồi trong họ Tachinidae.